# Közömbösségi görbe

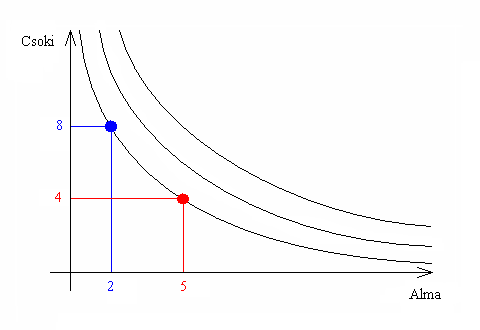
Példa közömbösségi görbékre

A közömbösségi görbék a mikroökonómiai fogyasztáselmélet legfontosabb fogalmai közé tartoznak.
A fogyasztáselméletben használatos modell szerint a fogyasztó mindössze két jószágból vásárolhat különböző mennyiségeket. Ekkor a lehetséges jószágkombinációk egy derékszögű koordináta-rendszerben, az úgynevezett jószágtérben ábrázolhatók: a jószágtér pontjainak első koordinátája az egyik, második koordinátája a másik jószág mennyiségét reprezentálja. A közömbösségi görbék azon jószágkombinációkat összekötő vonalak, amelyek közül a fogyasztó számára mindegy, hogy melyiket választja – vagyis ezek a jószágkombinációk egyenértékűek, közömbösek a számára.
A modell fontos feltevése, hogy a jószágkombinációk megfelelnek a preferenciarendezés feltételeinek.
Példánkban a fogyasztó két jószágot vásárolhat: almát vagy csokit. A vízszintes tengelyen az almából, a függőleges tengelyen a csokiból fogyasztott mennyiséget ábrázoltuk. Megrajzoltunk három közömbösségi görbét: ezek közül az egyiken rajta van a (2;8) és az (5;4) pont is. Ez azt jelenti, hogy fogyasztónk számára a 2 almából és 8 csokiból álló „jószágkosár” ugyanannyit ér, mint az 5 almából és 4 csokiból álló.
Ha a preferenciák matematikai értelmezése érdekében bevezetjük az {\displaystyle U(x_{1},x_{2})\,} úgynevezett hasznossági függvényt, amely úgy rendel valamilyen számértéket minden (x1, x2) jószágkombinációhoz, hogy az egymással közömbös jószágkombinációkhoz azonos függvényérték tartozik, ha pedig egy jószágkombináció preferált egy másikhoz képest, akkor ott az U függvényérték nagyobb, akkor a közömbösségi görbék nem lesznek mások, mint ennek a függvénynek a szintvonalai.
Valamennyi közömbösségi görbéről általánosságban csak két dolog állapítható meg: egyrészt, hogy végtelen sok van belőlük, másrészt, hogy nem metszhetik egymást. Előbbi állítás a jószágtér végtelen méretéből, utóbbi a preferenciarendezés egyik feltételéből, a tranzitivitásból következik.
A közömbösségi görbék meredekségét a közgazdászok helyettesítési határaránynak hívják. A helyettesítési határarány jele MRS (az angol marginal rate of substitution-ből). A helyettesítési határarány – kicsit pontatlanul, de szemléletesen fogalmazva – azt mutatja meg, hogy mennyivel kell változtatnunk az 1. jószág fogyasztásán, ha a 2. jószágból egy egységgel nő az elfogyasztott mennyiség, viszont ugyanazon a közömbösségi görbén szeretnénk maradni, mint azelőtt.
A közömbösségi görbék fogalmát a közgazdaságtanban Francis Edgeworth és Vilfredo Pareto alkalmazta először.
Sok rokonságot mutatnak a közömbösségi görbékkel a termeléselméletben használatos egyenlőtermék-görbék.

## Speciális közömbösségi görbék

### Jól viselkedő közömbösségi görbék
Közömbösségi görbéket akkor nevezhetünk jól viselkedőnek, ha:
1. monotonok, vagyis valamely közömbösségi görbéről a jószágtérben „fölfelé”, illetve „jobbra” elindulva (vagyis megnövelve az egyik jószág mennyiségét) az előzőhöz képest preferált közömbösségi görbékre jutunk;
2. szigorúan konvex görbék.

Az előbbi két tulajdonságukból adódik, hogy a jól viselkedő közömbösségi görbék negatív meredekségűek.
A közömbösségi görbéknek ezt a csoportját azért nevezték el „jól viselkedő”-nek, mert a fogyasztói optimum megtalálása ilyenek esetén a legkönnyebb.

### Közömbös jószág esete
Ha a két jószág egyike közömbös a fogyasztó számára, azaz mindegy a számára, hogy mennyit fogyaszt belőle, a közömbösségi görbék egyenesek lesznek – példánkra visszatérve, ha az alma volna közömbös jószág, akkor a közömbösségi görbék vízszintesek, ha a csoki, akkor függőlegesek lennének.
Ha mindkét jószág közömbös, akkor a jószágtér minden pontja egyenértékű a fogyasztónak, így nem értelmezhetünk közömbösségi görbéket.

### Káros jószág esete
Valamelyik jószág károssága azt jelenti, hogy ebből a jószágból az egyén szívesebben nem fogyaszt, mint fogyaszt, illetve minél nagyobb a fogyasztott mennyiség, annál rosszabb a számára. Ha az egyik jószág káros, a másik pedig hasznos (azaz se nem káros, se nem közömbös), a közömbösségi görbék pozitív meredekségűek lesznek.
Külön esetet jelent, amikor mindkét választható jószág káros. Ekkor a közömbösségi görbék negatív meredekségűek és nemkonvexek lesznek.

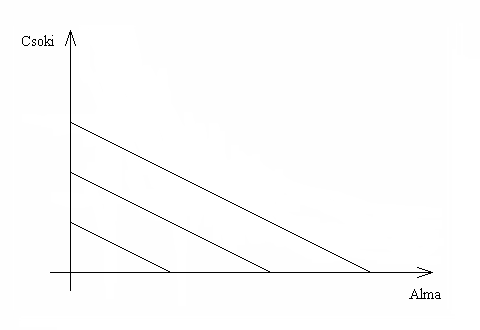
Példa tökéletes helyettesítésre

### Tökéletes helyettesítés
Két jószág esetében akkor beszélünk tökéletes helyettesítésről, ha valamennyi 1. jószág pontosan ugyanannyit ér a fogyasztó számára, mint valamennyi 2. jószág. Például egy csoki elfogyasztása ugyanolyan értékű a számunkra, mint két almáé.
Tökéletes helyettesítés esetén a közömbösségi görbék egymással párhuzamos egyenesek lesznek.

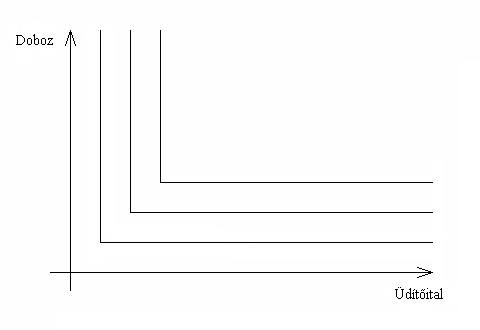
Példa tökéletes kiegészítésre

### Tökéletes kiegészítés
Két jószág egymásnak tökéletes kiegészítője, ha meghatározott arányban és mindig csak együtt kerülnek fogyasztásra. Például ha egy dobozos üdítőitalt szeretnénk fogyasztani, kénytelenek vagyunk megvenni az italt és a dobozt is. Vehetünk éppenséggel több italt, mint amennyi dobozunk van, vagy fordítva, több dobozt, mint amennyi italunk van, de azokkal nem megyünk semmire.
Ezért közömbösségi görbéink most L alakúak lesznek.

### A közömbösségi görbék rendszerének bírálata
1. Az elmélet legsérülékenyebb pontja pontosan az alapvetése, a preferenciaskála változatlansága, ami axiómaként a kereslet végső okának tekinti az egyénnek a külső behatások révén nem változtatható preferenciaskáláját, azaz feltételezi, hogy az mentes minden társadalmi behatástól. Az egyéni keresleti függvények azonban szorosan összefüggnek, egymást kölcsönösen befolyásolják, ezért az egyéni keresletek között meglevő kölcsönhatás folytán puszta összegezésük révén a társadalmi keresleti függvény nem vezethető le.
2. Az elmélet szerint a fogyasztó a választását a preferenciaskálája alapján hozza meg. A valóságban azonban a fogyasztónak egzakt módon kell számolnia – erre Carell mutatott rá –, mert tudnia kell, hogy egy jószág határhaszna hányszor nagyobb más jószágok határhasznához képest.
3. A közömbösségi görbék rendszere feltételezi, hogy a fogyasztó jószágkombinációk össz-hasznát veti egybe. Ugyanakkor elveti a hasznosság mérhetőségének elképzelését, viszont feltételezi, hogy a különböző konkrét hasznosságoknak van valamiféle közös mértékegységük. De ilyen közös mérce nincs, ezért a szükségletek sürgősségük szerinti összevetése meglehetősen bizonytalan.
4. A közömbösségi görbék rendszere a javak határhasznát a javak mint használati értékek viszonyaként, határhaszon-hányadosként kívánja megragadni. A fogyasztót tevékenységében azonban nem elvont össz-szükséglet, hanem minőségileg különböző szükségletek sokasága serkenti, amelyek kielégítéséhez különböző fajta és minőségű javakra van szüksége. Ezért a valóságban csak azonos szükséglet kielégítésére egyaránt felhasználható javak helyettesíthetik egymást oly módon, hogy a helyettesített jószág mennyiségének folyamatos csökkenésével az általa kielégített szükséglet a helyettes mennyiségének növekedése következtében nem marad fedezetlen.
5. Az átlagos fogyasztóról nehéz elképzelni, hogy függetleníteni tudja magát az ár- és jövedelmi viszonyoktól és a jószágkombinációkat csupán a szükségletkielégítés szempontjai alapján állítja össze. A valóságban a háziasszony a jövedelme és az árak keretei között a számára megvalósítható kombinációkat veszi figyelembe.